# Эванилсон (футболист, 1999)
Франси́ско Эвани́лсон де Ли́ма Барбо́за (порт.-браз. Francisco Evanilson de Lima Barbosa; род. 6 октября 1999, Форталеза) — бразильский футболист, нападающий английского клуба «Борнмут» и сборной Бразилии.

## Биография
Воспитанник «Флуминенсе». В основном составе дебютировал 17 января 2018 года в матче Лики Кариока против «Боависты». 7 ноября 2019 года дебютировал в бразильской Серии A в матче против «Сан-Паулу».
9 сентября 2020 года был представлен в качестве футболиста «Порту».
25 октября 2023 года сделал хет-трик в ворота «Антверпена» в игре Лиги чемпионов УЕФА, выйдя на замену во втором тайме гостевого матча (4:1). Это был второй в истории хет-трик футболистов «Порту» в Лиге чемпионов (первый сделал Ясин Брахими в сентябре 2014 года).

## Достижения
«Флуминенсе»
- Обладатель Трофея Рио: 2020

«Порту»
- Чемпион Португалии: 2021/22